# Marktplatz 3 (Esslingen)

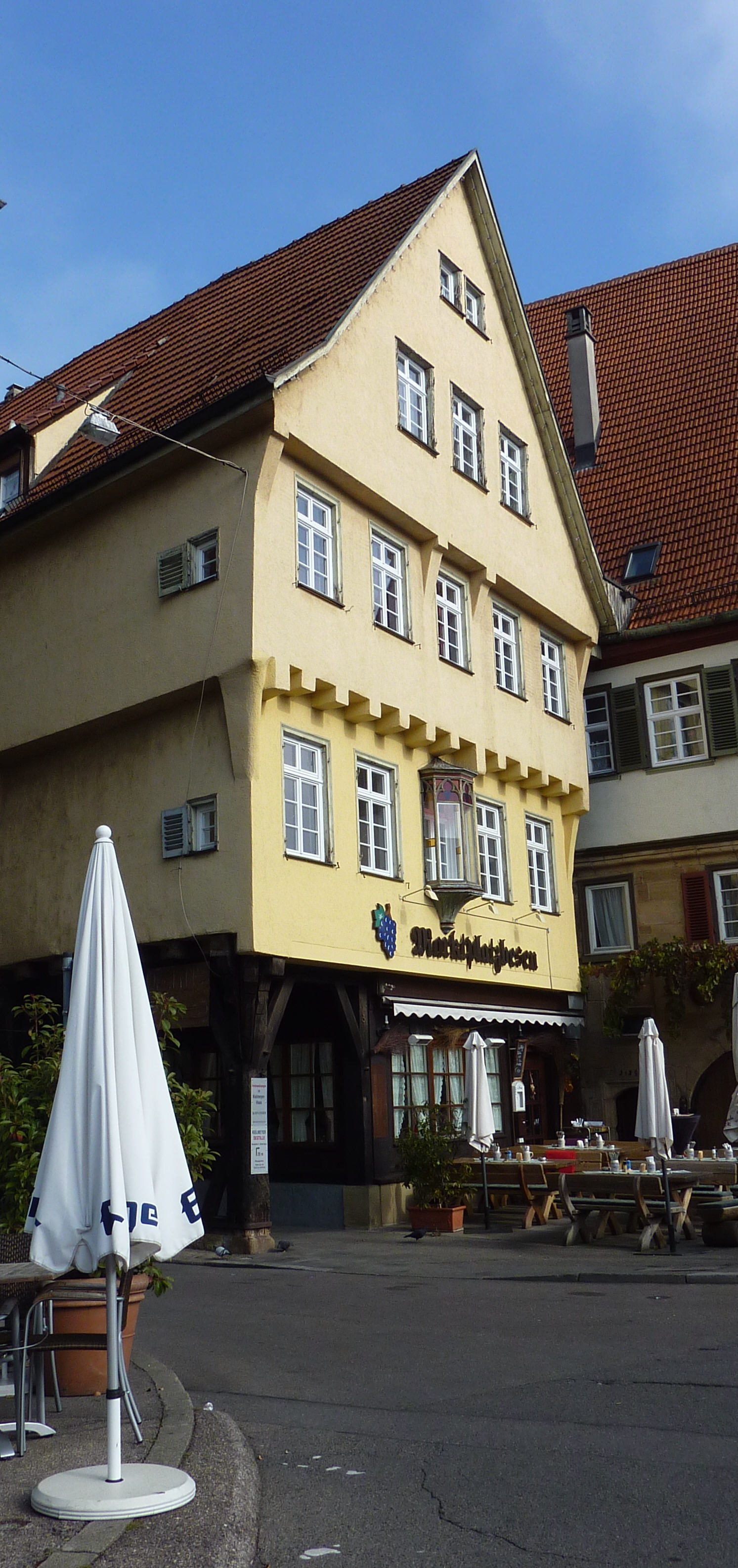
Marktplatz 3

Das Gebäude Marktplatz 3 (früher: Spitalplatz 13) in Esslingen am Neckar ist ein denkmalgeschütztes Haus aus dem 15. Jahrhundert.

## Geschichte und Beschreibung
Das Haus war Teil des Katharinenspitals, mit dem der Esslinger Marktplatz bis 1811 vollständig überbaut war. Es wurde im Jahr 1459 erstmals urkundlich erwähnt, und zwar als „des spitals nuwes huß“. Es steht linksseitig über einem älteren Gewölbekeller, der westlich bis unter die Gasse reicht. Unter der rechten Haushälfte befindet sich das Geiselbachgewölbe. Der giebelständige, verputzte Stockwerkbau weist bauzeittypische Vorkragungen mit Knaggen an der Giebel- und der Westseite auf. Im ersten der zwei Dachgeschosse befand sich einst eine Ladeluke, die auf einer Lithographie aus dem 19. Jahrhundert noch zu sehen ist. Um die Mitte des 19. Jahrhunderts wurde ein neugotischer Erker an der Fassade angebracht, gegen Ende des 19. Jahrhunderts ein aufgeständerter Erker auf der Hausrückseite. Auf der Westseite wurden im 20. Jahrhundert die Ausfachungen im Erdgeschoss entfernt, wodurch ein Arkadengang entstand. Das Dachgeschoss wurde 1979 ausgebaut. Das einstige Wohnhaus wird mittlerweile als Wohn- und Gasthaus genutzt; im ersten Stock ist eine Holzdecke mit Rankenmalereien aus dem frühen 18. Jahrhundert erhalten geblieben, im zweiten Stock eine Stuckdecke mit Bandelwerk. 
Das Haus war seit dem 16. Jahrhundert im Besitz namhafter Bürger. 1841 oder 1843 kaufte Carl Jakob Christian Weiß das Haus, das bis 1910 im Besitz der Familie Weiß blieb. Weiß hatte das Haus, in dem er mit seiner Familie zur Miete lebte, aus dem Nachlass der im Mai 1841 verstorbenen Witwe Magdalena Levi (1773–1841) erworben.